# Азнаево (Ишимбайский район)
Азнаево (баш. Аҙнай) — деревня в Ишимбайском районе Башкортостана, входит в состав Иткуловского сельсовета.

## Название
Происходит от личного имени Азнай, Азнай Абдуллин — владелец деревни в XVIII в.

## История
Первоначальное название — деревня Бурангулова. Её основал Бурангул. Известны имена его сыновей: Кутлугужи (его сыновья Итбай, Селявсин, Актеин, Кинзебай), Якшигильде (его дети Кильдибай, Расуль), Якшигула, Темир-бай.
Современное название происходит от имени владельца Азнаф Абдуллина. В 1780 году он участвовал в продаже Левашову вотчинных земель.
Ветеран Отечественной войны 1812 года Ак-кучук Назаргулов был награждён серебряными медалями «За взятие Парижа 19 марта 1814 года» и «В память Отечественной войны 1812 года».
Входила в состав Азнаевской волости.

## Население
| 2002 | 2009 | 2010 |
| ---- | ---- | ---- |
| 302  | ↘294 | ↘278 |

## Географическое положение
Находится по берегу реки Хажиновской Шиды.
Расстояние до:
- районного центра Ишимбай: 28 км,
- центра сельсовета Верхнеиткулово: 5 км,
- ближайшей ж/д станции Салават: 45 км.

## Экономика
- СПК «Урал».
- Скотоводство и пчеловодство — традиционное ремесло азнаевцев.

## Образование
Азнаевская начальная общеобразовательная школа — филиал муниципального общеобразовательного бюджетного учреждения «Средняя общеобразовательная школа села Верхнеиткулово муниципального района Ишимбайский район Республики Башкортостан».

## Достопримечательности
- Около деревни находятся Азнаевский могильник и Азнаевское поселение.